# Daniele Polato
Daniele Polato (ur. 4 czerwca 1975 w Weronie) – włoski polityk, przedsiębiorca i samorządowiec, poseł do Parlamentu Europejskiego X kadencji.

## Życiorys
Uzyskał wykształcenie średnie. Zajął się działalnością gospodarczą w branży logistycznej i transportowej. W latach 2014–2019 zarządzał operatorem kolejki linowej łączącej miejscowość Malcesine ze szczytem Monte Baldo.
Działał w Forza Italia i Ludzie Wolności, a następnie w reaktywowanej partii FI. Od 2002 wybierany na radnego Werony. W latach 2007–2012 i 2017–2020 był asesorem we władzach miejskich. Dołączył do partii Bracia Włosi, z jej ramienia w 2020 został wybrany do rady regionu Wenecja Euganejska. W 2023 objął funkcję przewodniczącego frakcji radnych swojego ugrupowania. W wyborach w 2024 uzyskał mandat posła do Parlamentu Europejskiego X kadencji (gdy Giorgia Meloni zrezygnowała z jego objęcia).